# جويوسا ماريا
جويوسا ماريا (بالإيطالية: Gioiosa Marea)‏ هي بلدية في مقاطعة ميسينا في صقلية الإيطالية.

## السكان
في سنة 1861 بلغ عدد السكان 4٬778 نسمة، وتطور العدد ليصل في سنة 2011 لـ 7٬114 نسمة.
يظهر هذا المخطط البياني تطور النمو السكاني لـ جويوسا ماريا

## أعلام
- أناريتا سيدوتي